# Амитоз
Амито́з, или прямо́е деле́ние кле́тки (от др.-греч. ἀ- — частица отрицания и μίτος — «нить») — простое деление ядра клетки надвое (без веретена деления и равномерного распределения хромосом).
Впервые описан немецким биологом Робертом Ремаком в 1841 году; термин предложен гистологом Вальтером Флеммингом в 1882 году. Амитоз — очень редкое явление. В большинстве случаев амитоз наблюдается в клетках со сниженной митотической активностью: это стареющие или патологически измененные клетки, часто обреченные на гибель  (клетки зародышевых оболочек млекопитающих, опухолевые клетки и др.).
При амитозе морфологически сохраняется интерфазное состояние ядра, хорошо видны ядрышко и ядерная оболочка. Репликация ДНК отсутствует. Спирализация хроматина не происходит, хромосомы не выявляются. Клетка сохраняет свойственную ей функциональную активность, которая при митозе почти полностью исчезает.
При амитозе делится только ядро, причем без образования веретена деления, поэтому наследственный материал распределяется случайным образом. Отсутствие цитокинеза приводит к образованию двуядерных клеток, которые в дальнейшем не способны вступать в нормальный митотический цикл. При повторных амитозах могут образовываться многоядерные клетки.
Это понятие ещё фигурировало в некоторых учебниках до 1980-х гг. В настоящее время считается, что все явления, относимые к амитозу — результат неверной интерпретации недостаточно качественно приготовленных микроскопических препаратов, или интерпретации как деления клетки явлений, сопровождающих разрушение клеток или иные патологические процессы. В то же время некоторые варианты деления ядер эукариот нельзя назвать митозом или мейозом. Таково, например, деление макронуклеусов многих инфузорий, где без образования веретена происходит сегрегация коротких фрагментов хромосом.